# Malagón
Malagón est une commune d'Espagne de la province de Ciudad Real dans la communauté autonome de Castille-La Manche. La commune compte une population de 7.754 habitants (INE 2024).

## Géographie
Malagón est située dans le secteur nord de la province de Ciudad Real. Il est entouré d'une grande plaine interrompue au nord-ouest par le massif montagneux du Malagón, appartenant aux Monts de Tolède. La rivière Bañuelos, affluent du Guadiana, traverse sa commune.

## Histoire
Les peuplements de la zone de Malagón sont très anciens et remontent à la Préhistoire (certaines preuves archéologiques la datent du Paléolithique inférieur), en soulignant le site de "La Cruz de El Cristo" (La Croix du Christ), considéré comme la nécropole wisigothe la plus importante de la province. Dans le centre urbain, des vestiges de l'âge du bronze, en particulier des cultures ibérique, romaine et islamique, ont été découverts à l'endroit où se trouvait le château disparu.

Malagón, carrefour de routes et point de garde stratégique pour les accès au Guadiana et à Calatrava La Vieja, était une enclave du Chemin Royal de la Plata qui reliait Tolède à Cordoue et servait de détour aux voyageurs en route vers Grenade en passant par Almagro. 

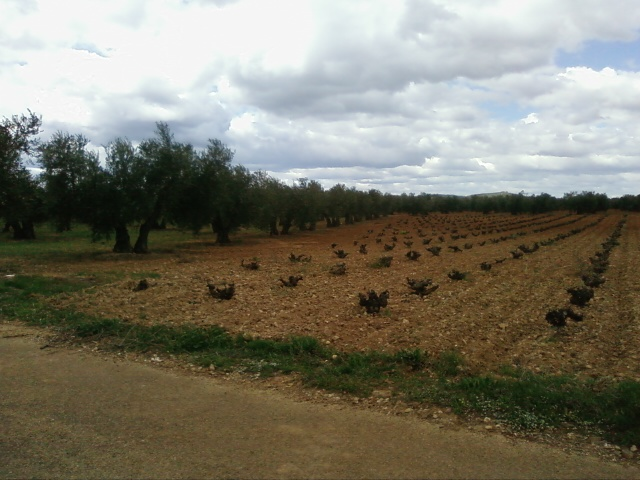
Vignes et oliviers dans les champs de Malagón

Dès la fin du XIIe siècle, Malagón était une commanderie de l'Ordre de Calatrava, une situation qui dura jusqu'au milieu du XVIe siècle, lorsqu'après être devenue propriété de la Couronne et avoir été nommée Seigneurie de Malagón, elle fut vendue par le roi Charles Ier à D. Antonio Ares Pardo, maréchal de Castille. Ce changement dans la situation des voisins a donné lieu à des différends entre le Seigneur et les voisins qui ont été résolus avec la signature de l'Acte de Concorde en 1552, ce qui a donné naissance à la particularité juridique dont jouit actuellement le célèbre "Estados del Duque" (États du duc).

## Économie
Malagón a une économie essentiellement agricole, avec des vignes et des oliviers. Son industrie fromagère et vitivinicole se démarque.